# Старозбаражский сельский совет
Старозбаражский сельский совет (укр. Старозбаразька сільська рада) — входит в состав
Збаражского района
Тернопольской области
Украины.
Административный центр сельского совета находится в 
с. Старый Збараж.

## История
- 1994 — дата образования.

## Населённые пункты совета
- с. Старый Збараж
- с. Верняки